# Lethrus apterus
Lethrus apterus es una especie de coleóptero de la familia Geotrupidae.

## Distribución geográfica
Habita en Europa y en el oeste de Asia.